# Leusemia en el Rock en el Parque VIII
Leusemia en el Rock en el parque VIII es un disco de la banda de rock peruana Leusemia grabado en vivo durante su presentación en la octava edición del "Rock en el Parque" (REEP 8), el festival más importante de la escena independiente peruana.[cita requerida] Tuvo como invitados al trío de vientos Color Madera integrado por Javier Núñez, Aníbal "Lito Santos". y Omar Garaycochea.

## Lista de temas
1. Introducción
2. La danza de las animas trasgresoras
3. Cuando la dignidad murió en su intento por amar
4. Los hombres y las mujeres de la plaza
5. Diarrea
6. El asesino de la ilusión
7. Al colegio no voy más
8. Los regalos del viento (cover de Rafo Ráez)
9. Por las sendas del pastel
10. Demolición (cover de Los Saicos)

- Datos: Q5974068